# جوزيف كارليل
جوزيف كارليل (بالإنجليزية: Joseph Dacre Carlyle)‏ (1759 - 1804 م) هو مستشرق إنكليزي.
تعلم العربية على يد بغدادي (كان يقطن كيمبريدج حينها) اسمه داود زاميو. اختير نائب أسقف على نيوكاسل - أون - تاين. عُين سنة 1795 م أستاذا لكرسي السير توماس آدامز للعربية.
من آثاره نشر الإنجيل بالعربية.